# OCI Company
OCI Company (ehemals Oriental Chemical Industries) ist ein südkoreanisches Chemieunternehmen. OCI stellt Grundchemikalien wie Calciumchlorid, Natriumcarbonat, Natriumpercarbonat, polykristallines Silicium, pyrogene Kieselsäure, Stickstofftrifluorid und Wasserstoffperoxid, Kohlechemikalien wie Ruß, BTEX und Phenole sowie Spezialchemikalien für die Solarbranche her.
OCI wurde 1959 gegründet. 1968 errichtete das Unternehmen eine Sodafabrik in Incheon. 1976 stieg OCI in die Produktion von Calciumphosphat, 1978 in die von Pestiziden und 1979 in die von Wasserstoffperoxid ein. In den 1980er-Jahren wurde das Produktspektrum weiter diversifiziert.
Die Tochtergesellschaft OCI Resources baute in Wyoming das Mineral Trona ab, welches zu Natriumcarbonat verarbeitet wird (). Das Werk war 1995 von Rhône-Poulenc übernommen worden. 2015 wurde dieser Geschäftsbereich an die Ciner Holding verkauft.